# Gallagher's Gallery
Gallagher's Gallery is een first-person-, live-actioncomputerspel van het type interactieve film van American Laser Games. Oorspronkelijk kwam het in 1992 als arcadespel uit en stond het op een laserdisk.

## Spelbesturing
In het originele arcadespel heeft de speler een lichtpistool. Het spel start met een inleiding van de Amerikaanse komiek Leo Gallagher waar de speler eerst een keuze dient te maken uit een van de vier locaties: "The Food Store", "Gadget Land", "The Playroom" of "The Serhiff's Office". Vervolgens start een interactieve film waarin tal van voorwerpen worden getoond. Gallagher omschrijft voorwerpen en het is de bedoeling dat de speler die voorwerpen stuk schiet. Levens gaan verloren wanneer de speler een verkeerd voorwerp raakt of het voorwerp niet binnen een bepaalde tijd heeft stuk geschoten.
Nadat de eerste vier rondes met succes worden uitgespeeld, start de ronde "Gallagher's main gallery" die qua spelverloop identiek is. Daarna komt nog een laatste ronde waarin de speler enorme watermeloenen moet proberen te raken.